# 细小石头花
细小石头花（学名：Gypsophila muralis）是石竹科石头花属的植物。分布于欧洲、俄罗斯、哈萨克斯坦以及中国大陆的黑龙江等地，多生于田间路旁草地或墙上。